# سالی بیوتی
سالی بیوتی (انگلیسی: Sally Beauty) شرکت لوازم آرایشی آمریکایی است، که در سال ۱۹۶۴ تأسیس شد.